# I Classici del Giallo Mondadori
I Classici del Giallo Mondadori (dal 2011 Il Giallo Mondadori - Classici) è una collana di narrativa poliziesca della Arnoldo Mondadori Editore pubblicata in Italia dal 1967.

## Storia editoriale
Pubblicata mensilmente, il primo volume della collana, Perry Mason e il pugno nell'occhio di Erle Stanley Gardner, fu pubblicato nel 1967. Nei suoi numeri vengono riproposti racconti e romanzi polizieschi già usciti nella collana Il Giallo Mondadori, tuttavia alcune volte sono pubblicati inediti di autori importanti, diventati col passare degli anni veri classici del genere giallo.
Dal luglio 2009 inizia la pubblicazione di una serie di articoli in appendice alla collana, I segreti del giallo, piccoli saggi che indagano i meccanismi del genere giallo.
Dal luglio 2013, vengono siglati come Gialli Oro e Classici Oro dei volumi usciti nei mesi estivi (luglio e agosto), con numerazione a sé stante come supplementi. Dal luglio 2015 le uscite della collana sono state stabilizzate in una al mese.

## Elenco per numero
| - dall'1 al 100 - dal 101 al 200 - dal 201 al 300 - dal 301 al 400 - dal 401 al 500 - dal 501 al 600 |  | - dal 601 al 700 - dal 701 al 800 - dal 801 al 900 - dal 901 al 1000 - dal 1001 al 1100 - dal 1101 al 1200 |  | - dal 1201 al 1300 - dal 1301 al 1400 - dal 1401 al 1500 |